# ألان كوش
ألان كوش (بالإنجليزية: Alan Koch)‏ هو لاعب كرة قاعدة أمريكي، ولد في 25 مارس 1938 في ديكاتور في الولايات المتحدة، وتوفي في 22 مايو 2015 في براتفيل في الولايات المتحدة.